# Tchaj-čou (Ťiang-su)
Tchaj-čou (čínsky pchin-jinem Tàizhōu, znaky 泰州) je městská prefektura v Čínské lidové republice. Je součástí provincie Ťiang-su.
Celá prefektura má rozlohu 5 799 čtverečních kilometrů a v roce 2020 v ní žilo přes čtyři a půl milionu obyvatel.

## Poloha
Tchaj-čou leží ve středu provincie Ťiang-su na severním břehu Jang-c’-ťiang v místě, kde je spojena s Velkým kanálem. Na východě hraničí Tchaj-čou s Nan-tchungem, na severu s Jen-čchengem a na západě s Jang-čouem.

## Administrativní členění
Městská prefektura Tchaj-čou se člení na šest celků okresní úrovně:
- tři městské obvody – Chaj-ling, Kao-kang a Ťiang-jen;
- tři městské okresy – Sing-chua, Tchaj-sing a Ťing-ťiang.

| Chaj-ling Kao-kang Ťiang-jen městský okres · Sing-chua městský okres · Ťing-ťiang městský okres · Tchaj-sing |        |                       |                       |                    |                                  |
| Název | Název  | Počet obyvatel (2010) | Počet obyvatel (2020) | Rozloha km² (2020) | Hustota zalidnění (obyv. na km²) |
| český přepis                                                                                                 | znaky  | Počet obyvatel (2010) | Počet obyvatel (2020) | Rozloha km² (2020) | Hustota zalidnění (obyv. na km²) |
| Městské obvody                                                                                               |        |                       |                       |                    |                                  |
| Chaj-ling | 海陵区 | 512 583               | 577 016               | 307                | 1 883                            |
| Kao-kang | 高港区 | 250 032               | 258 590               | 282                | 918                              |
| Ťiang-jen | 姜堰区 | 690 925               | 668 408               | 858                | 780                              |
| Městské okresy                                                                                               |        |                       |                       |                    |                                  |
| Sing-chua | 兴化市 | 1 253 548             | 1 128 204             | 2 396              | 471                              |
| Tchaj-sing                                                                                                   | 泰兴市 | 1 073 921             | 994 445               | 1 173              | 848                              |
| Ťing-ťiang                                                                                                   | 靖江市 | 684 360               | 663 408               | 665                | 997                              |
| |        |                       |                       |                    |                                  |
| Celkem | Celkem | 4 618 937             | 4 512 762             | 5 799              | 778                              |

## Partnerská města
- Kotka, Finsko
- Latrobe, Austrálie
- Newport News, Virginie, USA
- Umsong, Jižní Korea